# エルマンノ・オルミ
エルマンノ・オルミ（Ermanno Olmi, 1931年7月24日 - 2018年5月7日）は、イタリアの映画監督、脚本家、撮影監督、映画プロデューサーである。

## 来歴
1931年7月24日、イタリア・ロンバルディア州ベルガモ県トレヴィーリオに生まれる。1953年、22歳で映画監督としてデビューし、5年間でドキュメンタリーや短編を20本以上製作した。1959年、初の長編『Il tempo si è fermato』を発表。
1961年、長編2作目の『定職』が同年のヴェネツィア国際映画祭でイタリア批評家賞など3つの賞を受賞。英国映画協会サザーランド杯も受賞し、翌1962年のダヴィッド・ディ・ドナテッロ賞では監督賞を受賞した。1963年に発表した長編3作目の『婚約者たち』は、第16回カンヌ国際映画祭のコンペティション部門に出品され、国際カトリック映画事務局賞を受賞。同作はフランスの同世代の映画監督ジャン＝リュック・ゴダールが映画批評誌「カイエ・デュ・シネマ」誌上に発表した1964年のベストテンで、アルフレッド・ヒッチコックやハワード・ホークスの新作を抑えて第1位に推した。1965年には2年前に死去したローマ教皇ヨハネ23世の自伝を映画化した『E venne un uomo』を発表した。
1976年、家族とともにミラノからアジアーゴ高原に移住する。1978年、ベルガモ地方の農民たちの生活をドキュメンタリー風に描いた『木靴の樹』を発表。同年の第31回カンヌ国際映画祭でパルム・ドールとエキュメニカル審査員賞を受賞し、翌1979年にもセザール賞の外国映画賞、ナストロ・ダルジェント賞の最優秀作品監督賞、原作賞、脚本賞、撮影賞の4賞を受賞した。同作は1979年に日本でも劇場公開され、伊丹十三をはじめ多くのファンを獲得した。

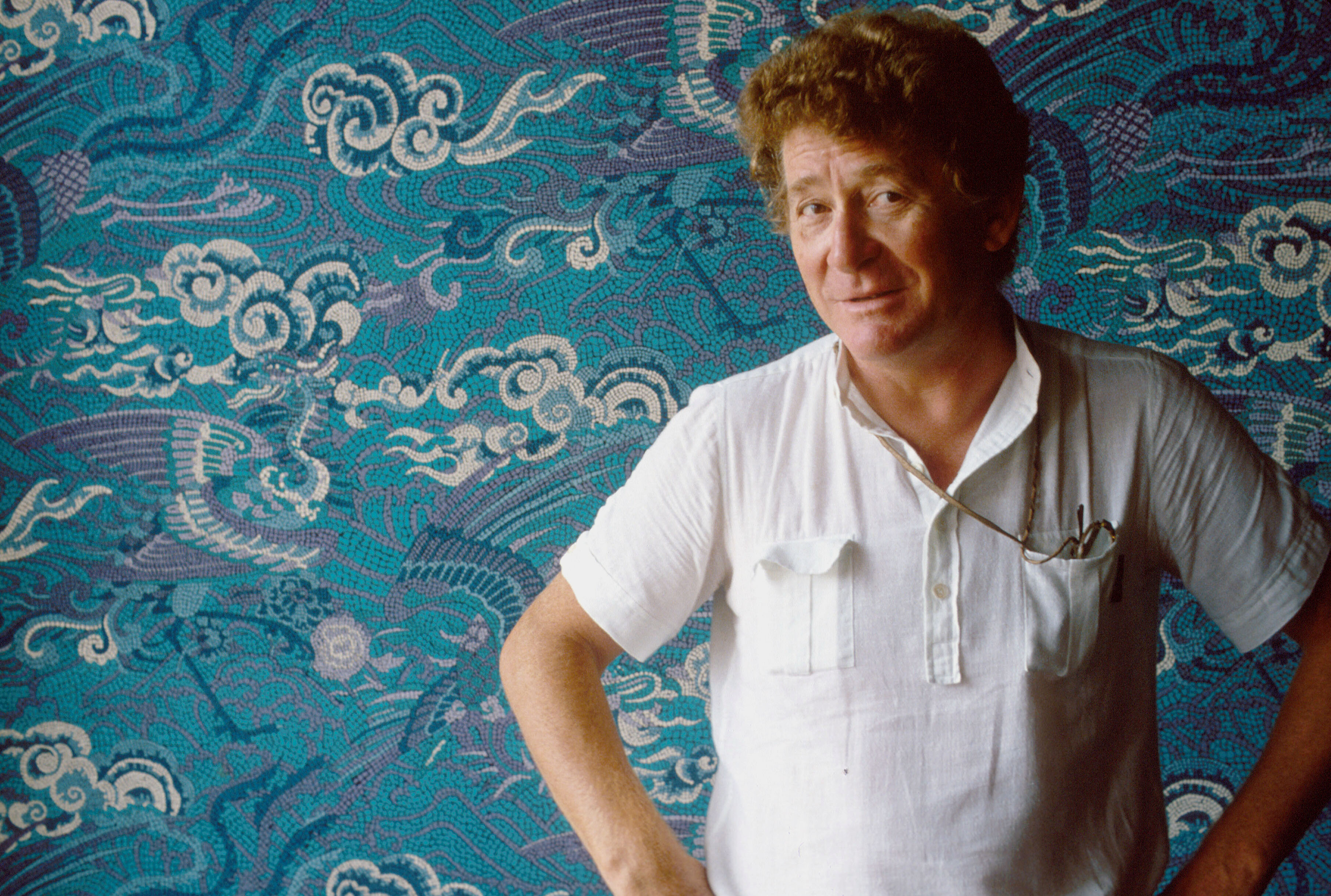
映画『聖なる酔っぱらいの伝説』各賞受賞時期 (1988年)

1987年の『偽りの晩餐』は同年のヴェネツィア国際映画祭で銀獅子賞、心理学会賞、国際映画批評家連盟賞の3賞を受賞。翌1988年にはヨーゼフ・ロートの小説を原作にした『聖なる酔っぱらいの伝説』が同映画祭で金獅子賞と国際カトリック映画事務局賞を受賞し、翌1989年のナストロ・ダルジェント賞では最優秀作品監督賞と脚本賞、ダヴィッド・ディ・ドナテッロ賞でも監督賞と編集賞を受賞した。
2001年の『ジョヴァンニ』は第54回カンヌ国際映画祭のコンペティション部門で上映され、同年のフライアーノ国際映画祭では作品賞を受賞。その他にナストロ・ダルジェント賞の最優秀作品監督賞、ダヴィッド・ディ・ドナテッロ賞では作品賞、監督賞、製作賞、脚本賞の4賞を受賞した。2003年の『屏風の陰で歌いながら』では市川純を主演に起用した。2004年、ロカルノ国際映画祭で名誉豹賞を受賞。2008年には第65回ヴェネツィア国際映画祭で長年の功績に対して栄誉金獅子賞が授与された。
一時期は2007年の『ポー川のひかり』を最後の劇映画としていたが、2010年代に入ってからも日本でも公開された『楽園からの旅人』（2011年）や『緑はよみがえる』（2014年）といった長編劇映画を製作した。
近年はギラン・バレー症候群に罹患して長い闘病生活を送っていたが、2018年5月7日に死去したことをイタリア政府文化財・文化活動省が発表した。86歳没。

### 私生活
『定職』に主演した女優ロレダーナ・デットとの間に生まれた息子ファビオ・オルミは撮影監督となり、父の監督作でカメラを回している。

## フィルモグラフィー

### 長編劇映画
- Il tempo si è fermato （1959年）
- 定職 Il Posto （1961年）
- 婚約者たち I fidanzati （1963年）
- E venne un uomo （1965年）
- Racconti di giovani amori （1967年）
- Un certo giorno （1969年）
- I recuperanti （1970年）
- Durante l'estate （1971年）
- 事情 La circostanza （1974年）
- 木靴の樹 L' Albero degli zoccoli （1978年）
- Camminacammina （1983年）
- 偽りの晩餐 Lunga vita alla signora! （1987年）
- 聖なる酔っぱらいの伝説 La Leggenda del santo bevitore （1988年）
- ミラノ Milano （1989年） ドキュメンタリー
- Il segreto del bosco vecchio （1993年）
- Genesi: La creazione e il diluvio （1994年）
- ジョヴァンニ Il Mestiere delle armi （2001年）
- 屏風の陰で歌いながら Cantando dietro i paraventi （2003年）
- 明日へのチケット Tickets （2005年） オムニバス
- ポー川のひかり Centochiodi （2007年）
- 楽園からの旅人 Il villaggio di cartone （2011年）
- 緑はよみがえる Torneranno i prati （2014年）